# ويليام فرانك (لاعب اتحاد الرغبي)
ويليام فرانك (بالألمانية: Guillaume Franke)‏ هو لاعب اتحاد الرغبي ألماني، ولد في 27 أكتوبر 1987.

## وصلات خارجية
- ويليام فرانك عل موقع إسبنسكروم (الإنجليزية)
- ويليام فرانك على موقع ItsRugby.co.uk (الإنجليزية)